# Leo Genn
Leo John Genn (Londres, 9 d'agost del 1905 - ibíd., 26 de gener del 1978) fou un conegut actor de teatre i de cinema anglès. Participà en nombroses pel·lícules, tant de cinema com de televisió, generalment en papers secundaris. Va adquirir renom per la seva participació en pel·lícules com Quo Vadis (fent-hi el paper de Petroni), Moby Dick (en el paper del timonel Starbuck), De nit, a Roma i 55 dies a Pequín.

## Biografia
Neix el 9 d'agost de 1905 a Hackney, barri de Londres (Regne Unit), de pares jueus.
És destinat a la Royal Artillery el 6 de juliol de 1940 i és promogut tinent coronel l'any 1943. Rep la Creu de guerra l'any 1945. Forma part de la unitat britànica que investiga sobre els crims de guerra comesos al camp de Bergen-Belsen i és més tard fiscal adjunt al procés de Belsen a Lüneburg.
Mor a Londres el 26 de gener de 1978 als setanta-dos anys, a causa d'un infart.

## Filmografia

### Cinema
- 1935: Immortal Gentleman: Merchant / Shylock
- 1936: Accused: home
- 1937: The Cavalier of the Streets: Fiscal General
- 1937: Jump for Glory: Prosecuting Counsel
- 1937: The Rat: Defending Counsel
- 1938: Kate Plus Ten: Dr. Gurdon
- 1938: Dangerous Medicine: Murdoch
- 1938: Pygmalion, d'Anthony Asquith i Leslie Howard: Princep
- 1938: Rebel·lió a l'Índia (The Drum) de Zoltan Korda: Petit paper
- 1940: Contraband, de Michael Powell: Primer germà Grimm
- 1940: Ten Days in Paris: Lanson
- 1940: Law and Disorder, de David MacDonald
- 1940: Girl in the News: Prosecuting Counsel
- 1943: The Bells Go Down :Narrador en off
- 1944: The Way Ahead, de Carol Reed: Capità Edwards
- 1944: The Chronicle History of King Henry the Fift with His Battell Fought at Agincourt in France, de Laurence Olivier: Constable de França
- 1945: Caesar and Cleopatra, de Gabriel Pascal: Bel Affris
- 1946: Green for Danger, de Sidney Gilliat: Mr. Eden
- 1947: Mourning becomes Electra, de Dudley Nichols: Adam Brant
- 1948: The Velvet Touch: Michael Morrell
- 1948: London Belongs to Me: Narrador, introducció
- 1948: The Snake Pit, d'Anatole Litvak: Doctor Mark Kik
- 1950: No Place for Jennifer: William
- 1950: The Wooden Horse, de Jack Lee: Peter
- 1950: The Miniver Story, de H. C. Potter: Steve Brunswick
- 1951: The Magic Box, de John Boulting: Maida Vale Doctor
- 1951: Quo vadis, de Mervyn LeRoy: Petronius
- 1952: 24 Hours of a Woman's Life: Robert Sterling
- 1952: Plymouth Adventure, de Clarence Brown: 'William Bradford
- 1953: The Girls of Pleasure Island: Roger Halyard
- 1953: Paracaigudistes (The Red Beret), de Terence Young: Major Snow
- 1953: Personal Affair: Mr. Barlow
- 1954: The Green Scarf: Rodelec
- 1955: Chantage, de Guy Lefranc: Lionel Kendall
- 1955: Lady Chatterley's Lover, de Marc Allégret: Sir Clifford Chatterley
- 1956: Moby Dick, de John Huston: Starbuck
- 1956: Més enllà de Mombasa (Beyond Mombasa): Ralph Hoyt
- 1957: The Steel Bayonet: Maj. Gerrard
- 1958: I Accuse!, de José Ferrer: Maj. Picquart
- 1958: No Time to Die: Sergent Kendall
- 1960: Too Hot to Handle: Johnny Solo
- 1960: De nit, a Roma (Era notte a Roma), de Roberto Rossellini: Michael Pemberton
- 1962: The Longest Day, de Ken Annakin, Andrew Marton, Bernhard Wicki, Gerd Oswald, Darryl F. Zanuck: General de brigada Edwin P. Parker Jr.
- 1963: 55 dies a Pequín (55 Days at Peking), de Nicholas Ray: General Jung-Lu
- 1964: Die Todesstrahlen des Dr. Mabuse: Adm. Quency
- 1965: Ten Little Indians, de George Pollock: General Sir John Mandrake B.C.
- 1966: Circus of Fear, de John Llewellyn Moxey: Elliott
- 1966: Khartoum, de Basil Dearden: Narrador
- 1970: Il Trono di fuoco, de Jesús Franco Manera: Lord Wessex
- 1970: Connecting rooms: Dr. Norman
- 1971: Endless Night: psiquiatre
- 1971: Una Lucertola con la pelle di donna: Edmond Brighton
- 1971: Meurs en hurlant, Marianne, de Pete Walker: El Jutge
- 1973: Le Silencieux, de Claude Pinoteau: Cap M.I.5
- 1973: L'home de Mackintosh (The MacKintosh Man), de John Huston: Rollins
- 1974: Frightmare, de Pete Walker: Dr. Lytell
- 1975: Sie sind frei, Doktor Korczak: Henryk Goldszmit vel Janusz Korczak

### Televisió
- 1960: Mrs. Miniver: Clem Miniver
- 1968: The Strange Place of Dr. Jekyll and Mr. Hyde: Dr. Lanyon
- 1971: The Long Goodbye, de Roger Moore (Sèrie): Sir Hugo Chalmer